# Pierina Bonilauri
Pierina Bonilauri (Cavriago, 16 maggio 1918 – Cavriago, 14 settembre 2011) è stata una partigiana italiana. Insignita di Croce al merito di guerra e con la medaglia garibaldina.

## Biografia

### Guerra partigiana
Durante l’occupazione tedesca dell’Italia è attiva come staffetta per la Resistenza con il nome di battaglia “Iva”. Il 20 maggio 1944 entra in clandestinità e si unisce alla 144ª Brigata partigiana Garibaldi. Lavora nel servizio di informazioni e viene nominata vice comandante del carcere partigiano. Il 20 marzo 1945 è ferita alla mano in una scontro armato a Gottano di Vetto d'Enza.

### Dopoguerra
Dopo la guerra lascia le forze armate con il grado di sergente maggiore e una decorazione. Sposa Antenore Manni, un politico che venne perseguitato durante il fascismo, con il quale si stabilisce a Ghiardo di Bibbiano. Pierina Bonilauri muore il 14 settembre 2011 a Cavriago.
Nel 2014 viene realizzato il documentario Non ci è stato regalato niente che riunisce le interviste realizzate nel 2011 insieme ad altre due partigiane: Annita Malavasi e Gina Moncigoli, dove raccontano le loro esperienze nella Resistenza.

## Filmografia
- Non ci è stato regalato niente (2014), regia di Eric Esser